# Dave Attell
David "Dave" Attell (sinh ngày 18 tháng 1 năm 1965) là một nam diễn viên, nghệ sĩ hài độc thoại và nhà văn người Mỹ.